# Rolf Olsson (fotbollsspelare)
Rolf Olsson är en svensk före detta fotbollsspelare (anfallare) som representerade Gais åren 1960–1962.
Olsson kom till Gais från Backa IF till säsongen 1960, och blev direkt en viktig pjäs i det unga Gaislaget, tillsammans med andra nyförvärv som Yngve "Nypon" Nyqvist och Alf "Parveln" Johansson. Sammanlagt gjorde han 11 mål på 21 matcher under sin första säsong i division II Västra Götaland, och blev klubbens interna skyttekung. De nästföljande två åren nådde han inte upp till samma höjder – det blev 4 mål på 21 matcher 1961 och 5 mål på 10 matcher 1962 innan han lämnade Gais. Totalt gjorde han 51 matcher (20 mål) för Gais i division II.